# Перегрин Тук
Перегрин Тук, познатији као Пипин, је измишљени лик из романа епске фантастике Џ. Р. Р. Толкина „Господар прстенова". Тесно је повезан са својим пријатељем и рођаком, Меријем Брндибaком, и њих двојица проводе већи део приче заједно. Пипин и Мери представљени су као млади хобити који се на превару придружују походу другог хобита Фрода Багинса да уништи Јединствени прстен. У том смислу, Пипин је члан Дружине Прстена. Он и Мери се раздвајају од остатка групе након распада Дружине и проводе већи део Две куле у сопственој причи. Пркосан и знатижељан, он се пријављује (у Повратку краља) као војник у војску Гондора и бори се у неколико битки током Рата за прстен. У епилозима главне приче, Пипин се враћа у Округ и постаје Tеин односно наследни вођа земље након чега умире и бива сахрањен као херој у Гондору.

## Прича о Средњој земљи

### Измишљено порекло
У Толкиновој фикцији, Пипин је био једини син и наследник Паладина Тука Другог, Таина од Округа. Његов најбољи пријатељ Мериадок Брендибак, познатији као Мери, био је његов рођак; а други добар пријатељ му је био Фродо Багинс.
Име Перегрин значи „ходочасник", скитница по непознатим земљама. Пипин је заиста видео много више Средње земље од већине Хобита: путовао је са Фродом и Дружином Прстена и борио се у Рату за Прстен. При крају живота, поново је отпутовао у краљевства Рохан и Гондор.
Толкин гради сложену породичну историју за Пипина. Он је једини син аристократе Паладина Тука Другог и његове супруге Еглантине Бенкс. Имао је три старије сестре, Перл Тук, Пимпернел Тук и Первинку Тук. Одгајане су у Туковим Великим Смиалима и на фарми њиховог оца у Витвелу.  Године 3001. Пипин и његова породица били су међу 144 специјална госта на опроштајној забави Билба Багинса, рођака у Хабитону.

### Измишљена историја
У „Господару прстенова" Пипин је најмлађи од четворице Хобита који крећу из Округа, једини који још није дочекао своје "пунолетство". У Ривенделу, Елрондово веће бира Мерија и Пипина за последња два члана Дружине.
Након што прелазе Магловите планине и добијају брош од краљице вилењака Галадријеле, Мери и Пипин бивају заробљени од стране Орки. Док га држе у заробљеништву, намерно баца свој вилењачки брош као знак за Арагорна, Леголаса и Гимлија, који их траже. Током свађе међу њиховим отмичарима, Пипин и Мери успевају да побегну и упознају дрво дива Дрвобрадог, вођу Ента. Они проводе Енте против чаробњака Сарумана и уништавају његово упориште Исенгард. Од „Ентовског напитка“ Дрвобрадог Мери и Пипин израсту у највише Хобите у историји.
Грима Црвјезик, Саруманов шпијун међу Рохиримa, баца Саруманов палантир,свевидећи камен, на Дружину. Пипин гледа у њега и види самог Саурона. Како би заштитио Пипина од Сауронових снага, Гандалф га одводи у град Минас Тирит, раздвајајући га од својих пријатеља. Утисак тога на Саурона је важан за радњу, јер Саурон погрешно претпоставља да Пипин има Јединствени прстен и да је он Саруманов затвореник.
У Минас Тириту, Пипина доводе градском намеснику Денетору и он се добровољно јавља да гас лужи из поштовања према Денеторовом сину Боромиру, који је умро покушавајући да одбрани Мерија и Пипина од Орки. Према Гандалфу, овај гест је дирнуо Денетора, који прихвата Хобитову понуду и именује га за једног од Чувара Цитаделе. Касније, када Денетор очајава и покуша да живе спали свог сина Фарамира и себе у Рат Динену, Пипин доводи Гандалфа, спашавајући Фарамиров живот.
Пипин је једини хобит који се придружио војсци Запада, коју предводи Арагорн, док напада Црну капију Мордора у покушају да одврати пажњу Саурону од путовања Јединственог прстена ка Планини Усуда. Током тадашње битке, Пипин убија трола, који пада на њега. Гимли препозна његове хобитске ноге испод трола и извлачи га, спашавајући му живот.
По повратку кући, он и Мери окупљају хобите из Округа како би уништили Саруманове снаге током Чишћења Округа, постигавши већу славу у својој домовини од Фрода.

## Пријем
Критичарка Џејн Ченс Ниче (Jane Chance Nitzsche) говори о улози Пипина и његовог пријатеља Мерија, још једног хобита, у осветљавању контраста између „добрих и лоших германских господара Теодена и Денетора". Она пише да обојица вођа добијају оданост хобита, али на врло различит начин: Денетор, Намесник Гондора, потцењује Пипина зато што је мали и веже га формалном заклетвом, док Теоден, краљ Рохана, поступа с Меријем с љубављу, коју хобит узвраћа.
Критичар Том Шипи (Tom Shippey) примјећује да Толкин користи та два хобита и њихов простодушан једноставни хумор као супротност з
а много вишу романсу којој је тежио код јуначких и краљевских ликова Теодена, Денетора и Арагорна: непознат и старомодан стил писања који је иначе могао да, пише Шипи, у потпуности изгуби своје читаоце. Напомиње да Пипин и Мери служе и као водичи који упознају читаоца са виђањем различитих ликова који нису људи, што читаоцу даје до знања да ент изгледа као стари пањ или „готово као лик неког разјареног старца“.
Та двојица наизглед мајушних хобита такође имају још једну улогу, пише Шипи: а то је да остају храбри када чак и јаки мушкарци почну сумњати да је победа могућа, као кад Пипин теши војника Гондора, Берегонда, док се мордорске хорде приближавају Минас Тириту.
Четврту сврху, примећује Толкинов критичар Пол Кошер (Paul Kocher), им даје сам Толкин, речима чаробњака Гандалфа: „млади хобити ... доведени су у Фангорн, а њихов долазак био је попут пада ситног камења којим започиње лавина у планинама." Кошер запажа да Толкин описује улогу Мерија и Пипина на исти начин на који описује Голумову сврху и Гандалфову „реинкарнацију"; према Кошеровим речима, „прст Судбине“ може се видети: „Сви испуњавају улоге које је за њих написао исти велики драматичар.“
Хобит и Филозофија Грегориja Басам (Gregory Bassham) и Ерикa Бронсонa (Eric Bronson) наводи да је Пипин, који креће у поход разигран и детињаст, радикално измењен својим искуствима, као што показује и убиство трола у Бици код Моранона, који предводи (са Меријем) Чишћење Округа и скрашава се као ауторитативни, поштовани и дугогодишњи Таин од Округа.

## Адаптације
У анимираној верзији Господара прстенова Ралфа Бакшија (Ralph Bakshi) из 1978. године, Пипину је глас позајмио Доминик Гард. У снимцима живих покрета које је Бакши користио за ротоскопирање, Били Барти (Billy Barty) је био модел за неколико хобита, али није јасно да ли је Барти узору за Пипина.
У анимираној верзији Повратка краља  из 1980. године, направљеној за телевизију, лик је глас позајмио Сони Мелендрез (Sonny Melendrez) .
У БиБиСи-јевом радијском серијалу "Господари прстенова" из 1981. године, Пипина је глумио Џон Мекендрју (John McAndrew). .
Јари Пехконен (Jari Pehkonen) играо је Перегринa Тука у финској минисерији Хобитит из 1993. године.
У трилогији филмова Господар прстенова Петера Џексона (Peter Jackson), Пипина глуми шкотски глумац Били Бојд (Billy Boyd). Аутори филма су првобитно планирали да Бојд усвоји енглески нагласак за улогу, у складу с осталим хобитима; међутим, Џексон је открио да Бојдов осећај за комедију није био тако истанчан када је користио свој изворни акцент. Стога је одлучено да се дозволи Бојду да игра улогу са шкотским нагласком; одлука је оправдана запажањем да је земља Тука у којој је живео клан Тук веома брдовит крај Округа и зато је благоличио на Шкотску, и да су Тукови измислили игру голфа, баш као и Шкоти. Иако је Пипин најмлађи од четири хобита у романима, Бојд је најстарији од сва четири глумца.